# 앙드레 테시네
앙드레 테시네(André Téchiné, 1943년 3월 13일 ~ )는 프랑스의 영화 감독, 영화 각본가이다. 프랑수아 트뤼포, 클로드 샤브롤, 장뤽 고다르를 이은 카예 뒤 시네마의 2세대 영화 평론가 중 한 명이다. 1985년 영화 《랑데부》로 칸 영화제 감독상을 수상했다.

## 출연 작품
- 밤이여 안녕 (2019)
- 골든 이어스 (2017)
- 비잉 17 (2016)
- 인 더 네임 오브 마이 도터 (2014)
- 용서할 수 없는 (2011)
- 더 걸 온 더 트레인 (2009)
- 목격자들 (2007)
- 체인징 타임즈 (2004)
- 스트레이드 (2003)
- 천사들의 종착역 (2001)
- 앨리스와 마틴 (1998)
- 도둑들 (1996)
- 야생 갈대 (1994)
- 내가 좋아하는 계절 (1993)
- 난 키스하지 않는다 (1991)
- 결백한 사람들 (1987)
- 도망자 마르뗑 (1986)
- 랑데부 (1985)
- 마띠우에뜨 (1983)
- 열차 속의 수수께끼 여인 (1981)
- 브론테 자매 (1979)
- 바로코 (1976)
- 프랑스에서의 기억들 (1974)
- 엄마와 창녀 (1973)
- 뽈리나는 떠나고 (1969)